# 岐阜市教育研究所
岐阜市教育研究所（ぎふしきょういくけんきゅうじょ）は、岐阜県岐阜市にある、教職員の研修を目的とした岐阜市の施設（教育研究所）。

## 概要
- 教育に関する調査及び研究、教育関係職員の研修を行う施設である。2000年（平成12年）4月開設[1]。
- 建物は2000年（平成12年）3月に廃校となった岐阜市立芥見南小学校の施設を転用している[2]。

## 施設概要
旧・岐阜市立芥見南小学校の施設の一部（中舎、南舎、体育館など）を使用している。
南舎
- 研修室　（4室）
- 給食調理室
- 資料室
- メモリアル室
- 小パソコン室　（2室）
- コンピューター室
- サーバー室
- レストルーム

中舎
- 埋蔵文化財調査事務所
- 教育相談室
- 研修室　（6室）
- 大会議室　（3室）

体育館

## 所在地
- 岐阜市芥見南山3丁目10-1

## 交通アクセス
- 岐阜バス大洞団地線「南山団地」バス停より徒歩約5分
  - 岐阜駅（JR岐阜駅バスターミナル）・名鉄岐阜駅（名鉄岐阜のりば）より【B74】「大洞緑団地」行き

## 周辺
- 岐阜県立岐阜清流高等特別支援学校
- 岐阜市立芥見東小学校
- Vタウン芥見店
- 生活協同組合コープぎふ芥見店